# Мусоргский (фильм)
«Му́соргский» — советский полнометражный цветной художественный фильм о русском композиторе Модесте Петровиче Мусоргском (1839—1881), поставленный на Киностудии «Ленфильм» в 1950 году режиссёром Григорием Рошалем.
Премьера фильма в СССР состоялась 27 ноября 1950 года.

## Сюжет
Фильм показывает становление композитора, вхождение его в коллектив Могучей кучки и знакомит с известными операми композитора.
В одном из эпизодов картины получила художественное отображение в реальности имевшая место резкая полемика между критиком В. В. Стасовым и профессором Петербургской консерватории А. С. Фаминцыным (здесь выведен под фамилией Ржевский), а также судебный процесс о "музыкальных лгунах" в апреле 1870 года, в котором Фаминцын обвинил Стасова в клевете. Тот в итоге 30 апреля 1870 года был оправдан, но за найденную в его статье «брань» приговорён к штрафу в 25 рублей и домашнему аресту на 7 дней.
Фильм заканчивается мыслями, каким будет мир через 100 лет, с надеждой, что русские музыкальные традиции не оборвутся в будущем.

## В ролях
- Александр Борисов — Модест Петрович Мусоргский
- Николай Черкасов — Владимир Стасов
- Владимир Балашов — Милий Балакирев
- Андрей Попов — Николай Римский-Корсаков
- Юрий Леонидов — Александр Бородин
- Бруно Фрейндлих — Цезарь Кюи
- Фёдор Никитин — Александр Даргомыжский
- Любовь Орлова — Юлия Фёдоровна Платонова
- Лидия Штыкан — Александра Пургольд
- Валентина Ушакова — Надежда Пургольд
- Георгий Орлов — Осип Петров
- Виктор Морозов — Иван Мельников
- Беззубенко, Василий — юродивый
- Василий Софронов — Дормидонт Иванович
- Лидия Сухаревская — Великая княгиня Елена Павловна
- Константин Адашевский — Ржевский
- Лев Фенин — Карцев
- Григорий Шпигель — фон Мец
- Георгий Георгиу — Гагин
- Александра Васильева — мать Мусоргского (Юлия Ивановна Чирикова)
- Рэм Лебедев —  Илья Репин

## Съёмочная группа
- Авторы сценария — Анна Абрамова, Григорий Рошаль
- Постановка — Григория Рошаля
- Режиссёр — Геннадий Казанский
- Художник-гримёр — Василий Ульянов
- Костюмы — Евгении Словцовой
- Музыкальная редакция и музыка к фильму — Дмитрия Кабалевского

## Рецензии
Музыковед Маттиас Сокольский похвалил картину: «Новый фильм весь светится любовью к Мусоргскому, к русской музыке, к русским людям, и можно не сомневаться, что он будет пробуждать любовь к искусству у миллионов советских зрителей».

## Награды
- Основные создатели фильма удостоены Сталинской премии первой степени за 1950 год. Лауреаты премии: Григорий Рошаль, Анна Абрамова, Александр Борисов, Николай Черкасов, Владимир Балашов, Фёдор Никитин, Лидия Сухаревская, Моисей Магид, Лев Сокольский, Николай Суворов, Арнольд Шаргородский (1951).
- На IV Международном кинофестивале в Каннах, (Франция, 1951) художникам Николаю Суворову и Абраму Векслеру присуждена премия за лучшие декорации.